# Waldyr
Waldyr, pseudonimo di Wálter Guimarães (21 marzo 1912 – 21 febbraio 1979), è stato un calciatore brasiliano.

## Carriera
Nella sua breve carriera, Waldyr giocò nel Botafogo. 
Con la Nazionale brasiliana disputò il Mondiale 1934.

## Palmarès

### Club
- Campionato Carioca: 2

Botafogo: 1933, 1934